# Acarodynerus batchelorensis
Acarodynerus batchelorensis är en stekelart som beskrevs av Borsato 1994. Acarodynerus batchelorensis ingår i släktet Acarodynerus och familjen Eumenidae. Inga underarter finns listade i Catalogue of Life.